# Arantxa Colchero
Arantxa Colchero Aragonés es una economista mexicana especialista en economía de la salud, reconocida por su guerra contra la obesidad, así como en el diseño de estrategias para prevenir y reducir obesidad en políticas fiscales y etiquetado de productos. Tiene más de 10 años trabajando temas de economía de la nutrición, así como VIH.

## Trayectoria académica
Es licenciada en Economía por la Universidad Nacional Autónoma de México, obtuvo mención honorífica con la tesis Distribución y crecimiento económico en México entre 1940 y 1982.
En 2001 concluyó la Maestría en Ciencias con Concentración en Economía de la Salud en un programa conjunto del Instituto Nacional de Salud Pública y el Centro de Investigación y Docencia Económica (CIDE) con la tesis Costo efectividad de Uniject respecto al método tradicional de jeringa y ampolleta en programas de vacunación en México.
De 2002 a 2007 realizó en la Escuela de Salud Pública de la Universidad de Johns Hopkins, el doctorado en el Departamento de Salud Internacional con la tesis: Economía de la obesidad en países menos desarrollados, el caso de Cebu, Filipinas, 1983-2002.
En 2007 hizo el postdoctorado en el Departamento de Salud Poblacional en la misma Universidad de Johns Hopkins.
Durante el doctorado fungió como asistente de investigación en el departamento de Salud Poblacional así como en el departamento de Políticas de Salud en la Escuela de Salud Pública de Johns Hopkins.

## Trayectoria laboral
Colchero es investigadora en Ciencias Médicas E en la Dirección de Economía de la Salud del Centro de Investigación en Sistemas de Salud, en el Instituto Nacional de Salud Pública, pertenece al Sistema Nacional de Investigadores en Nivel II, además es investigadora afiliada a CISIDAT. Desde 2007 es Presidenta del Colegio de Profesores de Economía de la Salud, y desde 2015 es Coordinadora de la Maestría en Ciencias.
Fue asistente investigadora del Departamento de Epidemiología, auspiciado por la fundación Bloomberg. Colchero lideró el Proyecto Bloomberg Impuestos- Fighting Obesity in Mexico: Supporting the design and evaluation of effective social actions and public policies, entre 2012 y 2017.
El objetivo de la primera fase de dicho proyecto fue evaluar la factibilidad económica de la aplicación de un impuesto a bebidas azucaradas, y en la segunda se analizó el impacto de los dos impuestos que se implementaron en México a partir de enero de 2014, en precios y consumo de los hogares.

### Proyectos trabajados
Entre las líneas de investigación de Colchero Aragonés se encuentran:
De octubre de 2014 a octubre de 2016 trabajó en el proyecto CONACYT Evaluación de la efectividad y la eficiencia técnica en la producción de servicios de control de diabetes en México: un estudio piloto, donde analizó la eficiencia con la que operan los servicios de salud que atienden a pacientes con diabetes en el primer nivel de atención en el ISSSTE.
De agosto de 2012-diciembre de 2017 trabajó en el proyecto Bloomberg Impuestos- Fighting obesity in Mexico: Supporting the design and evaluation of effective social actions and public policies donde se evaluó la factibilidad económica de la aplicación de un impuesto a bebidas azucaradas; así como el impacto de los dos impuestos que se implementaron en México a partir de enero del 2014, en precios y en consumo de los hogares.
En 2014 y 2016 trabajó en estimar el costo por paciente atendido en clínicas de VIH en Nigeria, siguiendo la cascada de atención en VIH y estimar los determinantes de eficiencia, el proyecto se llamó Project (Nigeria) Optimizing the Prevention Response to HIV/AIDS: Technical Efficiency in Prevention
De junio de 2013 a marzo de 2014 participó en el proyecto The Global Fund to Fight Aids, Malaria and Tuberculosis – Impact evaluation of the HIV prevention strategies. El objetivo de este proyecto fue realizar una evaluación de impacto de las estrategias de prevención de VIH, implementadas en 24 ciudades en México.
Recientemente se ha dedicado a la evaluación de impacto de estrategias para reducir y prevenir obesidad en políticas fiscales en México, así como etiquetado frontal y regulación de la publicidad.
Es coautora del libro La obesidad en México, Estado de la política pública y recomendaciones para su prevención y control.